# Relaciones Kenia-Venezuela
Las relaciones Kenia-Venezuela son las relaciones internacionales entre la República de Kenia y la República Bolivariana de Venezuela. Ambas naciones son miembros del Grupo de los 77 y las Naciones Unidas.

## Historia
En abril de 1970, Kenia y Venezuela establecieron relaciones diplomáticas. Desde el establecimiento de relaciones diplomáticas, las relaciones entre ambas naciones han tenido lugar principalmente en organizaciones multinacionales como en las Naciones Unidas.
En septiembre de 2009, el vicepresidente de Kenia, Kalonzo Musyoka, realizó una visita a Venezuela para asistir a la 2.ª cumbre del Foro de Cooperación América del Sur-África (ASA) celebrada en la Isla de Margarita. Durante su visita, ambas naciones firmaron un Acuerdo de Cooperación Energética para promover y desarrollar la cooperación en el campo de la industria de la energía y el petróleo y la cooperación en las áreas de explotación, producción, almacenamiento, transporte, refinación y distribución de hidrocarburos.
En 2012, la encargada de negocios de la embajada de Venezuela en Kenia, Olga Fonseca, fue encontrada muerta en la residencia de la embajada después de dos semanas. Su muerte fue considerada homicidio. Se cree que el personal de la residencia se había quejado de abuso sexual por parte del predecesor de Fonseca, y que Fonseca estaba tratando de despedir al personal para aplastar la investigación interna. No está claro el motivo exacto o quién fue responsable de la muerte de Fonseca.
En el pasado, el gobierno venezolano ha promovido la iniciativa Patrocinar una escuela en África con la construcción de escuelas primarias en Kakamega y en el Condado de Kajiado, así como la provisión de materiales educativos para garantizar éxito del proyecto y la cooperación continua. Varios estudiantes de Kenia también han viajado a Venezuela para realizar estudios educativos avanzados en universidades venezolanas bajo el programa de becas de la Fundación Gran Mariscal de Ayacucho (Fundayacucho). El gobierno venezolano también ha promovido la producción sostenible de arroz en varios condados de Kenia.
En abril de 2020, ambas naciones celebraron 50 años de relaciones diplomáticas.
En enero de 2023, el exdiplomático venezolano, Dwight Sagaray, fue declarado culpable de matar a la encargada de negocios de la embajada de Venezuela, Olga Fonseca, en 2012 por un tribunal de Kenia.

## Misiones diplomáticas
- Kenia está acreditado ante Venezuela desde su embajada en Brasilia, Brasil.[5]
- Venezuela tiene una embajada en Nairobi.[6]